# 中瀬町 (名古屋市)
中瀬町（なかせちょう）は、愛知県名古屋市熱田区の町名。

## 地理
名古屋市熱田区南部に位置する。東は伝馬一丁目、西は田中町・神戸町、南は神戸町、北は白鳥三丁目・神宮二丁目にそれぞれ接する。現存する町域のほとんどが国道1号の道路にあたる。

## 歴史

### 町名の由来
中瀬刑部左衛門家親なる人物の名前に由来するとされる。

### 沿革
- 1878年（明治11年）12月28日 - 熱田村の一部により、愛知郡中瀬町として成立する[3]。
- 1889年（明治22年）10月1日 - 合併に伴い、愛知郡熱田町大字中瀬となる[3]。
- 1907年（明治40年）6月1日 - 合併に伴い、名古屋市熱田中瀬町となる[3]。
- 1908年（明治41年）4月1日 - 南区成立により、同区熱田中瀬町となる[3]。
- 1937年（昭和12年）10月1日 - 熱田区成立に伴い、同区熱田中瀬町となる[3]。
- 1939年（昭和14年）12月15日 - 改称により、熱田区中瀬町となる[3]。
- 1981年（昭和56年）9月20日 - 神戸町の一部を編入する[3]。また、一部が神宮一丁目・神宮二丁目・伝馬一丁目・神戸町[3]・白鳥二丁目・白鳥三丁目・田中町[4]にそれぞれ編入される。

### 字一覧
かつて中瀬町には小字が存在した。1882年時点で中瀬町に存在した小字は以下の通り。なお小字はすべて消滅している。
| 字     | 読み       | 備考 |
| ------ | ---------- | ---- |
| 馬場   | ばば       |      |
| 石橋   | いしばし   |      |
| 高御堂 | たかみどう |      |
| 辻ヶ花 | つじがはな |      |

## その他

### 日本郵便
- 郵便番号 : 456-0041[WEB 1]（集配局：熱田郵便局[WEB 2]）。

### WEB
1. 1 2  “中瀬町の郵便番号”.  日本郵便. 2020年3月9日閲覧。
2. ↑  “郵便番号簿 2018年度版” (PDF).   日本郵便. 2019年4月14日閲覧。

### 書籍
1. 1 2  「角川日本地名大辞典」編纂委員会 1989, p. 1445.
2. 1 2  名古屋市計画局 1992, p. 432.
3. 1 2 3 4 5 6 7 8  名古屋市計画局 1992, p. 811.
4. ↑  名古屋市計画局 1992, p. 812.
5. ↑  名古屋市計画局 1992, p. 902.